# Thecla sinemacula
Thecla sinemacula is een vlinder uit de familie van de Lycaenidae. De wetenschappelijke naam van de soort werd in 1910 gepubliceerd door Thierry-Mieg.